# دليل قسوس
دليل ميخائيل قسوس (وُلد في عام 1951 في الكرك – تُوفي في 20 يوليو 2013 في بغداد) دبلوماسي أردني. التحق بحركة فتح عام 1970، وعُين دبلوماسيًا في مكتب منظمة التحرير الفلسطينية في بغداد عام 1980. تولى منصب سفير دولة فلسطين لدى العراق حتى وفاته في 20 يوليو 2013.